# Ortygia
Ortygia (Italiaans: Ortigia) is een eiland in de Siciliaanse stad Syracuse, waarop het historische centrum van de stad is gesitueerd. Het eiland heeft een oppervlakte van een kleine vierkante kilometer en heeft ongeveer 4.500 inwoners. In het noordwesten wordt het eiland slechts door een enkele meters brede doorvaart, die door drie bruggen wordt overspannen, van het vasteland van Sicilië gescheiden.

## Griekse mythologie
In de Griekse mythologie is Ortygia een drijvend eiland dat volgens de legende ontstond uit de sterrengodin Asteria (aster betekent "ster"), de dochter van de titanen Coeus en Phoebe, de zuster van Latona en de moeder van Hekate. Zij had namelijk Zeus' liefdesbetuigingen afgewezen, en werd daarom in een kwartel (ortyx) veranderd. Ze stortte zich in zee en veranderde toen in het drijvende eiland Ortygia.
Ortygia werd uiteindelijk door Poseidon met vier zuilen in de bodem van de zee vastgezet, waardoor het huidige eiland in Syracuse ontstond. Op die manier kon Leto Apollon en Artemis baren. Apollon was namelijk een kind van Leto en Zeus, en dus wilde geen enkel land Leto ontvangen uit vrees voor Zeus' echtgenote, Hera. Hier werd dus, aan de voet van de berg Kynthos, na negen dagen lijden de goddelijke tweeling geboren onder een palmboom.
De godin Themis reikte de pasgeboren Apollon nectar en ambrosia, waarop hij terstond tot een schoon en krachtig jongeling opwies en uitriep: "de cither zal mij dierbaar zijn en de boog, en aan de mensen zal ik verkondigen de onbedrieglijke wil van Zeus". Geheel Delos schitterde bij de geboorte van de god met een glansrijk licht en droeg van die tijd af zijn naam van Delos, d.i. "het duidelijk zichtbare" eiland te recht; het werd, zoals een dichter het uitdrukt, "het gesternte van de donkere aarde".

## Joodse wijk
Aan de oostzijde van Ortygia ligt de Joodse wijk, Giudecca geheten. Hier bevonden zich de synagoge, het Joods kerkhof en de mikwes.